# Kropiwnik (rejon doliński)
Kropiwnik (ukr. Кропивник) – wieś na Ukrainie, w  obwodzie iwanofrankiwskim, w rejonie dolińskim.